# TT91
TT91 (Theban Tomb 91) è la sigla che identifica una delle Tombe dei Nobili ubicate nell’area della cosiddetta Necropoli Tebana, sulla sponda occidentale del Nilo dinanzi alla città di Luxor, in Egitto. Destinata a sepolture di nobili e funzionari connessi alle case regnanti, specie del Nuovo Regno, l'area venne sfruttata, come necropoli, fin dall'Antico Regno e, successivamente, sino al periodo Saitico (con la XXVI dinastia) e Tolemaico.

## Titolare
TT91 era la tomba di:
| Titolare                 | Titolo                                                | Necropoli           | Dinastia/Periodo                             | Note                                                                   |
| ------------------------ | ----------------------------------------------------- | ------------------- | -------------------------------------------- | ---------------------------------------------------------------------- |
| sconosciuto (forse Mery) | Capitano delle truppe; Supervisore dei cavalli del re | Sheikh Abd el-Qurna | XVIII dinastia (Thutmosi IV - Amenhotep III) | versante est della collina; in alto, sopra la TT92 e a sud della TT114 |

## La tomba
La tomba, non ultimata, presenta planimetricamente la struttura a "T" rovesciata, tipica del periodo. La decorazione parietale, molto danneggiata, comprende scene di pesca e uccellagione da parte del defunto; il defunto che offre libagioni ad Amenhotep III (?), accudito da due portatori di flabello, mentre dinanzi a lui si prostrano tributari nubiani che recano zanne d'avorio. In altro rilievo il defunto (?) e la moglie (?), alla presenza di un uomo, sono seduti a banchetto (la scena è molto deteriorata); Thutmosi IV e Hathor ricevono tributari asiatici, di cui alcuni prostrati, compresi capi Mitanni, Hittiti e soldati nubiani con cavalli. In una scena, il defunto e la moglie in adorazione di Osiride.

### Annotazioni
1. ↑  La numerazione dei locali e delle pareti segue quella di Porter e Moss 1927, p. 186.
2. ↑  La prima numerazione delle tombe, dalla numero 1 alla 253, risale al 1913 con l’edizione del "Topographical Catalogue of the Private Tombs of Thebes" di Alan Gardiner e Arthur Weigall. Le tombe erano numerate in ordine di scoperta e non geografico; ugualmente in ordine cronologico di scoperta sono le tombe dalla 253 in poi.
3. ↑  I campi della Duat, ovvero l'aldilà egizio, si trovavano, secondo le credenze, proprio sulla riva occidentale del grande fiume.
4. ↑  Nella sua epoca di utilizzo, l'area era nota come "Quella di fronte al suo Signore" (con riferimento alla riva orientale, dove si trovavano le strutture dei Palazzi di residenza dei re e i templi dei principali dei) o, più semplicemente, "Occidente di Tebe".
5. ↑  le Tombe dei Nobili, benché raggruppate in un'unica area, sono di fatto distribuite su più necropoli distinte.
6. ↑  Le note, sovente di inquadramento topografico della tomba, sono tratte dal "Topographical Catalogue" di Gardiner e Weigall, ed. 1913 e fanno perciò riferimento alla situazione dell'epoca.

### Fonti
1. ↑  Gardiner e Weigall 1913.
2. ↑  Donadoni 1999,  p. 115.
3. ↑  Porter e Moss 1927,  p. 185.
4. ↑  Gardiner e Weigall 1913, pp. 24-25.
5. ↑  Porter e Moss 1927,  pp. 185-187.